# Sileby
Sileby is een civil parish in het bestuurlijke gebied Charnwood, in het Engelse graafschap Leicestershire met 7835 inwoners.